# Fischer Motor Vehicle Company
Fischer Motor Vehicle Company, hervorgegangen aus der C. J. Fischer Company, war ein US-amerikanischer Hersteller von Automobilen.

## Unternehmensgeschichte
Die C. J. Fischer Company wurde 1913 in Detroit in Michigan gegründet. Im Dezember 1913 nahm es an der Grand Central Palace Automobile Show in New York City teil. Die Fahrzeuge wurde als Fischer-Detroit verkauft.
Im November 1914 zog das Unternehmen nach York in Pennsylvania. Die neue Firmierung lautete Fischer Motor Vehicle Company. Eine Fahrzeugproduktion fand hier allerdings nicht mehr statt. Wenig später folgte die Insolvenz.

## Fahrzeuge
Im Angebot stand nur ein Grundmodell. Der wassergekühlte Vierzylindermotor kam von Perkins. Er hatte 69,85 mm Bohrung, 101,6 mm Hub, 1557 cm³ Hubraum und leistete 12 PS. Er trieb über ein Dreiganggetriebe und eine Kardanwelle die Hinterachse an. Auffallend war der V-förmige Kühlergrill. Das Fahrgestell hatte 264 cm Radstand. Als Aufbauten standen ein zweisitziger Speedster, ein zweisitziges Cabriolet, ein zweisitziger Tourist sowie eine viersitzige Limousine zur Verfügung. Der Neupreis von 845 US-Dollar für die Limousine wird in einer Quelle als günstig bezeichnet.
Eine Abbildung eines Speedsters ist mit Model A bezeichnet. Zwei anderen Quellen nennen Model A als Speedster, Model B als Tourenwagen, Model C als Cabriolet, jeweils zweisitzig, sowie Model D als Tourist und Model E als Limousine, jeweils viersitzig.